# Cámara de Diputados de Brasil
La Cámara de los diputados de Brasil (en portugués: Câmara dos Deputados) es la cámara baja del Congreso nacional de Brasil.
Actualmente está formado por 513 diputados que a través de un voto proporcional son elegidos por un mandato de cuatro años. 
A los miembros de esta cámara les compete elegir a los miembros del Consejo de la República y autorizar la apertura de procesos contra el Presidente o cualquier miembro de su gabinete.

## Composición
El número de diputados por estado es distribuido conforme al número de habitantes del Estado de acuerdo con el censo. Esta proporcionalidad es limitada ya que el número máximo de diputados es 70 y el mínimo 8.
| Unidades Federativas | Número de diputados |
| -------------------- | ------------------- |
| Acre                 | 8                   |
| Alagoas              | 9                   |
| Amapá                | 8                   |
| Amazonas             | 8                   |
| Bahía                | 39                  |
| Ceará                | 22                  |
| Espírito Santo       | 10                  |
| Goiás                | 17                  |
| Maranhão             | 18                  |
| Mato Grosso          | 8                   |
| Mato Grosso do Sul   | 8                   |
| Minas Gerais         | 53                  |
| Pará                 | 17                  |
| Paraíba              | 12                  |
| Paraná               | 30                  |
| Pernambuco           | 25                  |
| Piauí                | 10                  |
| Río de Janeiro       | 46                  |
| Rio Grande do Norte  | 8                   |
| Río Grande del Sur   | 31                  |
| Rondônia             | 8                   |
| Roraima              | 8                   |
| Santa Catarina       | 16                  |
| São Paulo            | 70                  |
| Sergipe              | 8                   |
| Tocantins            | 8                   |
| Distrito Federal     | 8                   |

### Bloques
En la actualidad existen doce bloques parlamentarios, sin contar a los tres partidos que solo tienen un representante. El mayor bloque es el que forman el PMDB y el PTC, liderado por Henrique Eduardo Alves. El segundo lo forman únicamente los diputados del PT y está liderado por Maurício Rands. Por su parte, Sérgio Petecão lidera el bloque formado por más partidos: PSB, PDT, PC do B, PMN y PRB.
El resto de bloques está formado únicamente por un partido, siendo los líderes los siguientes: José Aníbal del PSDB, Antônio Carlos Magalhães Neto de DEM, Luciano Castro del PL, Mário Negromonte del PP, Jovair Arantes del PTB, Sarney Filho del PV, Fernando Coruja del PPS, Hugo Leal del PSC y Luciana Genro del PSOL.

## Composición actual

### Tablero director
La composición actual de la mesa de la Cámara es la siguiente:
| Cargo              | Nombre          | Partido | Estado               |
| ------------------ | --------------- | ------- | -------------------- |
| Presidente         | Rodrigo Maia    | DEM     | Río de Janeiro       |
| 1.° Vicepresidente | Marcos Pereira  | PRB     | São Paulo            |
| 2.° Vicepresidente | Luciano Bivar   | PSL     | Pernambuco           |
| 1.° Secretario     | Soraya Santos   | PL      | Río de Janeiro       |
| 2.° Secretario     | Mário Heringer  | PDT     | Minas Gerais         |
| 3.° Secretaria     | Fábio Faria     | PSD     | Río Grande del Norte |
| 4.° Secretario     | André Fufuca    | PP      | Maranhão             |
| 1.° Suplente       | Rafael Motta    | PSB     | Río Grande del Norte |
| 2.° Suplente       | Geovania de Sá  | PSDB    | Santa Catarina       |
| 3.° Suplente       | Isnaldo Bulhões | MDB     | Alagoas              |
| 4.° Suplente       | Assis Carvalho  | PT      | Piauí                |